# Армія мерців
Армія мерців (англ. Army of the Dead) — американський фільм-трилер режисера Зака Снайдера, за сценарієм Шея Гаттена та Джобі Гарольда. У головних ролях знялися Дейв Батиста, Елла Пернелл, Ана де ла Регера, Тео Россі, Кріс Елія та Гума Куреші. Фільм вийшов у деяких кінотеатрах США 14 травня 2021 року, 21 травня вийшов на Netflix.

## Синопсис
Група найманців здійснює спробу крадіжки в казино в Лас-Вегасі під час нападу зомбі.

## У ролях
| Актор               | Роль            |
| ------------------- | --------------- |
| Дейв Батиста        | Скот Ворд       |
| Елла Пернелл        | Кейт Ворд       |
| Ана де ла Регера    | Марія           |
| Хіроюкі Санада      | Танака          |
| Гаррет Діллагант    | Мартін          |
| Нора Арнезедер      | Лілі / «Койот»  |
| Тео Россі           | Камінз          |
| Маттіас Швайгхьофер | Людвіг Дітер    |
| Омарі Гардвік       | Вандеро         |
| Тіг Нотаро          | Пітерз          |
| Рауль Кастільо      | Мікі Гузман     |
| Гума Куреші         | Ґіта            |
| Саманта Він         | Чемберз (камео) |

## Український дубляж
- Олена Борозенець — Кейт
- Роман Чорний — Вандеро
- Володимир Кокотунов — Скот
- Катерина Качан — Лілі
- Анна Дончик — Марія
- Євгеній Лісничий — Дітер
- Олег Лепенець — Танака
- Катерина Буцька — Ґіта
- Катерина Брайковська — Чемберз
- Володимир Канівець — Камінз
- Андрій Твердак — Мартін
- Олена Узлюк — Пітерз
- Дмитро Гаврилов — Мікі
- А також: Юрій Кудрявець, Володимир Терещук, Олександр Погребняк, Наталя Романько-Кисельова, Дмитро Вікулов, Ольга Радчук, Андрій Мостренко, Лілія Цвєлікова

Фільм дубльовано студією «Postmodern» на замовлення компанії «Netflix» у 2021 році.
- Перекладач — Надія Бойван
- Режисер дубляжу — Катерина Брайковська
- Звукорежисер — Геннадій Алексєєв
- Менеджер проєкту — Юлія Кузьменко